# Tetrapterys citrifolia
Tetrapterys citrifolia är en tvåhjärtbladig växtart som först beskrevs av Olof Swartz, och fick sitt nu gällande namn av Christiaan Hendrik Persoon. Tetrapterys citrifolia ingår i släktet Tetrapterys och familjen Malpighiaceae. Inga underarter finns listade i Catalogue of Life.